# Cá sủ vàng
Cá sủ vàng, Cá sủ kép vây vàng, Cá Đường, Cá thủ vây vàng, Cá sủ giấy (danh pháp hai phần: Otolithoides biauritus) là một loài cá thuộc họ Sciaenidae. Loài cá này phân bố ở Ấn Độ, Việt Nam, Indonesia, Sri Lanka và Trung Quốc.. Đây là loài cá được ví là đắt như vàng ở Trung Quốc và Việt Nam.

## Đặc điểm
Loài cá này sinh sống ở biển, đến mùa đẻ (tháng 1 - 4 và 9 - 10 âm lịch) sẽ vào các vùng cửa sông nước lợ cặp đôi và đẻ. Cá con ngược lên vùng nước ngọt sâu trong đất liền sống và sau khoảng 1 - 2 năm sẽ dần tìm ra biển (khi đã đạt trọng lượng lớn hơn 10 kg). Trọng lượng đánh bắt được tại phía Bắc Việt Nam dao động trong khoảng 2 – 135 kg. Chiều dài tối đa có thể đạt được là 160 cm.
Cá sủ vàng loài cá đặc biệt quý hiếm, có giá trị kinh tế rất cao trên thị trường thế giới. Người Trung Quốc mua để làm chỉ khâu vi phẫu thuật nên giá cao.